# Marie Jean Auguste Paulinier
Pour les articles homonymes, voir Paulinier.
Marie Jean Auguste Paulinier, né le 26 septembre 1861 à Strasbourg et mort le 6 décembre 1927 à El Biar, est un général de division français.

## Formation
- 1880-1882 : École spéciale militaire de Saint-Cyr (65e promotion des Kroumirs)[1],[2]

## Grades
- 23 mars 1914 : colonel d'infanterie.
- 26 octobre 1914 : général de brigade à titre temporaire.
- 20 avril 1915 : général de brigade.
- 24 juillet 1915 : général de division à titre temporaire.
- 21 septembre 1917 : général de division.

## Postes
- 9 janvier 1913 - 11 novembre 1914 : chef d'état-major du 10e Corps d'Armée.
- 11 novembre 1914 - 15 novembre 1914 : commandant de la 62e Division d'Infanterie de réserve.
- 15 novembre 1914 - 24 juillet 1915 : commandant de la 12e Division d'Infanterie.
- 24 juillet 1915 - 17 décembre 1916 : commandant du 6eCorps d'Armée, renommé groupement E le 20 juin puis à nouveau 6eCorps d'Armée le 1er août 1916.
- 17 décembre 1916 - 11 février 1919 : commandant du 40eCorps d'Armée.
- 11 février 1919 - 20 février 1919 : commandant du 4eCorps d'Armée.
- 20 février 1919 - 9 novembre 1920 : commandant du 20eCorps d'Armée.
- 24 février 1919 - 9 novembre 1920 : commandant de la 20e région militaire de Nancy.
- 9 novembre 1920 - 26 septembre 1923 : commandant du  19eCorps d'Armée (Algérie).
- 26 septembre 1923 : placé dans la section de réserve.

## Décorations

### Décorations françaises
- Légion d'honneur

 Chevalier le 10 juillet 1896.
 Officier le 12 octobre 1914.
 Commandeur le 1er avril 1917.
 Grand officier le 16 juin 1920.
- Croix de guerre 1914-1918 avec 4 palmes.
- Médaille interalliée 1914-1918.
- Médaille commémorative de la Grande Guerre.
- Médaille coloniale avec agrafe « Tunisie ».

### Décorations étrangères
- États-Unis : Army Distinguished Service Medal.
- Italie : Grand-croix de l'ordre de la Couronne d'Italie.
- Royaume-Uni : Chevalier commandeur de l'ordre du Bain.
- Royaume-Uni : Chevalier commandeur de l'ordre de Saint-Michel et Saint-Georges.